# فيرنر ويبر (صحفي)
فيرنر ويبر  (و. 1919 – 2005 م) هو صحفي، وأستاذ جامعي سويسري، توفي في زيورخ، عن عمر يناهز 86 عاماً.

## التعليم
تعلم في جامعة زيورخ
.

## جوائز
حصل على جوائز منها:
- جائزة يوهان هاينريش ميرك [الإنجليزية]‏ (1967)
- جائزة كونراد فرديناند ماير (1967)